# UEFA Nations League 2022–23
UEFA Nations League 2022–23 là mùa giải thứ ba của UEFA Nations League, giải đấu bóng đá quốc tế bao gồm các đội tuyển quốc gia nam đến từ 55 thành viên của UEFA. Giải đấu được tổ chức từ tháng 6 đến tháng 9 năm 2022 (giai đoạn đấu hạng), tháng 6 năm 2023 (Vòng chung kết Nations League) và tháng 3 năm 2024 (vòng play-out xuống hạng).
Đội tuyển Pháp đã không thể bảo vệ thành công ngôi vô địch và trở thành cựu vương khi họ không còn cơ hội giành quyền để tham dự vòng chung kết. Với chiến thắng trước Croatia trong trận chung kết, Tây Ban Nha có lần đầu tiên lên ngôi vô địch giải đấu này.

## Thể thức
55 đội tuyển quốc gia của UEFA sẽ được chia thành bốn hạng đấu, trong đó các hạng A, B và C - mỗi hạng có 16 đội, được chia thành bốn bảng gồm bốn đội. Hạng D sẽ có 7 đội được chia thành hai bảng, trong đó một bảng gồm bốn đội và bảng còn lại chứa ba đội. Các đội được phân bổ cho các hạng đấu dựa trên bảng xếp hạng tổng thể UEFA Nations League 2020–21. Mỗi đội sẽ thi đấu sáu trận vòng bảng, riêng ở bảng đấu 3 đội tại hạng D, mỗi đội thi đấu bốn trận, sử dụng thể thức vòng tròn sân nhà và sân khách vào tháng 6 (bốn lượt trận) và tháng 9 năm 2022 (hai lượt trận).
Ở hạng đấu cao nhất, hạng A, các đội sẽ thi đấu để trở thành nhà vô địch UEFA Nations League. Bốn đội nhất bảng tại hạng A giành quyền vào Vòng chung kết Nations League vào tháng 6 năm 2023, thi đấu theo thể thức loại trực tiếp, bao gồm bán kết, play-off tranh hạng ba và chung kết. Các cặp đấu ở bán kết, cùng với các đội chủ nhà của trận tranh hạng ba và trận chung kết, được xác định bằng cách bốc thăm. Nước chủ nhà của vòng knock-out sẽ được Ủy ban điều hành UEFA chọn trong số bốn đội lọt vào bán kết, đội giành chiến thắng trong trận chung kết sẽ là nhà vô địch Nations League.
Các đội cũng thi đấu để tranh suất thăng hạng và xuống hạng lên hạng đấu cao hơn hoặc thấp hơn. Ở các hạng B, C và D, các đội nhất bảng sẽ được thăng hạng, trong khi các đội xếp cuối cùng của mỗi bảng ở các hạng A và B sẽ xuống hạng. Vì hạng C có bốn bảng trong khi hạng D chỉ có hai bảng, hai đội phải xuống hạng từ hạng C sẽ được xác định bằng trận các play-out vào tháng 3 năm 2024. Dựa trên bảng xếp hạng tổng thể của các đội đứng thứ tư tại Nations League, đội có thành tích tốt nhất sẽ đối đầu với đội có thành tích tệ nhất, và đội có thành tích tốt thứ hai sẽ đối đầu với đội có thành tích tốt thứ ba. Nếu tỷ số vẫn bằng nhau sau hiệp phụ, loạt sút luân lưu được sử dụng để quyết định đội thắng.

### Các tiêu chí xếp hạng vòng bảng
Nếu hai hoặc nhiều đội trong cùng một bảng bằng nhau về điểm số khi hoàn thành vòng bảng, các tiêu chí sau đây sẽ được áp dụng:
1. Số điểm đạt được trong các trận đối đầu trực tiếp giữa các đội liên quan;
2. Hiệu số bàn thắng bại trong các trận đối đầu trực tiếp giữa các đội liên quan;
3. Số bàn thắng được ghi trong các trận đối đầu trực tiếp giữa các đội liên quan;
4. Nếu sau khi áp dụng tiêu chí 1 đến 3, các đội vẫn có thứ hạng bằng nhau, thì các tiêu chí từ 5 đến 11 sẽ được áp dụng;
5. Hiệu số bàn thắng bại trong tất cả các trận đấu vòng bảng;
6. Số bàn thắng ghi được trong tất cả các trận vòng bảng;
7. Số bàn thắng sân khách ghi được trong tất cả các trận vòng bảng;
8. Số trận thắng trong tất cả các trận đấu vòng bảng;
9. Số trận thắng trên sân khách trong tất cả các trận đấu vòng bảng;
10. Tổng số điểm fair-play trong tất cả các trận đấu vòng bảng (-1 điểm cho một thẻ vàng, -3 điểm cho một thẻ đỏ do nhận hai thẻ vàng trước đó, -3 điểm cho một thẻ đỏ trực tiếp, -4 điểm cho một thẻ vàng và một thẻ đỏ trực tiếp).
11. Vị trí trong danh sách tham dự UEFA Nations League 2022–23.

### Tiêu chí xếp hạng cho một hạng đấu
Bảng xếp hạng của một hạng đấu được thiết lập theo các tiêu chí sau đây:
1. Thứ hạng ở bảng đấu;
2. Số điểm cao hơn;
3. Hiệu số bàn thắng bại tốt hơn;
4. Số bàn thắng ghi được nhiều hơn;
5. Số bàn thắng ghi được trên sân khách nhiều hơn;
6. Số trận thắng cao hơn;
7. Số trận thắng trên sân khách cao hơn;
8. Tổng số điểm kỷ luật thấp hơn (1 điểm cho một thẻ vàng duy nhất, 3 điểm cho thẻ đỏ sau khi nhận hai thẻ vàng, 3 điểm cho thẻ đỏ trực tiếp, 4 điểm cho thẻ vàng và một thẻ đỏ trực tiếp).
9. Vị trí trong danh sách tham dự UEFA Nations League 2020–21.

Để xếp hạng các đội tuyển trong hạng D, vì các bảng có số đội khác nhau, kết quả thi đấu với đội xếp thứ tư trong bảng D1 sẽ không được cộng vào khi tính thành tích cho các đội nhất bảng, nhì bảng và hạng ba ở bảng D1.
Thứ hạng của 4 đội tốt nhất tại Hạng đấu A được xác định dựa trên thành tích của họ trong Vòng chung kết UEFA Nations League:

### Các tiêu chí xếp hạng cho bảng xếp hạng tổng thể của cả 55 đội
Bảng xếp hạng tổng thể của UEFA Nations League cho tất cả 55 đội được thiết lập như sau:
1. 16 đội của League A (Hạng A) được xếp hạng từ hạng 1 đến hạng 16.
2. 16 đội của League B (Hạng B) được xếp hạng từ hạng 17 đến hạng 32.
3. 16 đội của League C (Hạng C) được xếp hạng từ hạng 33 đến hạng 48.
4. 7 đội của League D (Hạng D) được xếp hạng từ hạng 49 đến hạng 55.

### Vòng loại giải vô địch bóng đá châu Âu 2024
UEFA Nations League mùa giải 2022–2023 sẽ được kết hợp với vòng loại giải vô địch bóng đá châu Âu 2024, tạo cho các đội thêm một cơ hội nữa để lọt vào vòng chung kết Euro 2024.
Vòng loại thứ nhất (vòng đấu bảng) của Euro 2024 sẽ diễn ra từ tháng 3 đến tháng 11 năm 2023, để xác định 20 đội tuyển đầu tiên lọt vào vòng chung kết cùng với chủ nhà Đức. 54 đội được chia thành 10 bảng, gồm 6 bảng 5 đội, và 4 bảng 6 đội, trong đó 4 đội lọt vào vòng chung kết UEFA Nations League 2023 được bốc vào các bảng đấu có 5 đội, nhằm giúp cho các đội có thời gian thi đấu bán kết Nations League. Hai đội đứng nhất và đứng nhì ở mỗi bảng sẽ lọt vào vòng chung kết. Việc xếp hạng hạt giống sẽ được dựa trên bảng xếp hạng tổng thể của Nations League.
Sau khi kết thúc vòng loại thứ nhất (vòng bảng), vòng loại thứ hai (vòng play-off) của Euro 2024 sẽ diễn ra vào tháng 3 năm 2024, bao gồm 12 đội tuyển. Những đội tham dự vòng play-off sẽ không được xác định dựa trên thành tích tại vòng loại thứ nhất, mà sẽ được xác định dựa trên thành tích thi đấu tại Nations League 2022-2023. Mười hai đội được chia thành ba nhánh (Nhánh A, B và C), mỗi nhánh 4 đội, 3 đội đứng nhất ở 3 nhánh sẽ giành quyền tham dự Euro 2024.
Quy trình xác định các đội được đá play-off được thực hiện từ hạng C đến hạng A. Các đội nhất bảng tại các hạng đấu A, B, C sẽ giành quyền tham dự vòng play-off. Nếu đội nhất bảng đó đã giành vé dự Euro thông qua vòng loại thứ nhất, thì đội có thành tích tốt tiếp theo trên bảng xếp hạng của hạng đấu đó sẽ được đá play-off. Mỗi hạng đấu từ A đến C sẽ có 4 đại diện góp mặt, tạo thành 3 nhánh. Trong trường hợp một hạng đấu không còn đủ 4 đội để đá play-off, dẫn đến việc chưa xác định đủ 12 đại diện, thì việc phân nhánh đấu sẽ thay đổi: suất đầu tiên còn thiếu sẽ được dành cho đội có thành tích tốt nhất ở hạng D, và nếu vẫn chưa đủ 12 đội thì các suất play-off còn lại sẽ được dành cho các đội có thành tích tốt tiếp theo trong bảng xếp hạng tổng thể của Nations League. Các suất bổ sung này sẽ được bốc thăm để xác định nhánh đấu của mình. Những đội nhất bảng tại Nations League mà phải đá play-off, thì sẽ không gặp các đối thủ từ hạng đấu cao hơn.
Ba nhánh play-off sẽ tổ chức 2 trận bán kết nhánh và 1 trận chung kết nhánh. Ở bán kết nhánh, đội có thứ hạng cao nhất trong 4 đội sẽ được đá sân nhà, và đối đầu với đội có thứ hạng thấp nhất, còn đội có thứ hạng cao thứ 2 sẽ đá sân nhà và tiếp đón đội có thứ hạng cao thứ 3. Đội chủ nhà trong trận chung kết nhánh sẽ được xác định bằng cách bốc thăm giữa 2 đội thắng cuộc ở bán kết nhánh. Ba đội thắng cuộc ở 3 nhánh sẽ lọt vào vòng chung kết Euro 2024 cùng với 20 đội đã giành vé thông qua vòng loại thứ nhất.

## Lịch thi đấu
Dưới đây là lịch thi đấu của UEFA Nations League 2022–23. Do trùng thi đấu World Cup 2022 tại Qatar diễn ra vào cuối năm nên giai đoạn giải đấu sẽ diễn ra vào tháng 6 và tháng 9 năm 2022.
| Giai đoạn                | Vòng          | Ngày                |
| ------------------------ | ------------- | ------------------- |
| Vòng bảng                | Lượt đấu 1    | 1–4 tháng 6, 2022   |
| Vòng bảng                | Lượt đấu 2    | 5–8 tháng 6, 2022   |
| Vòng bảng                | Lượt đấu 3    | 9–11 tháng 6, 2022  |
| Vòng bảng                | Lượt đấu 4    | 12–14 tháng 6, 2022 |
| Vòng bảng                | Lượt đấu 5    | 22–24 tháng 9, 2022 |
| Vòng bảng                | Lượt đấu 6    | 25–27 tháng 9, 2022 |
| Chung kết                | Bán kết       | 14–15 tháng 6, 2023 |
| Chung kết                | Tranh hạng ba | 18 tháng 6, 2023    |
| Chung kết                | Chung kết     | 18 tháng 6, 2023    |
| Vòng play-out xuống hạng | Lượt đi       | 21 tháng 3, 2024    |
| Vòng play-out xuống hạng | Lượt về       | 26 tháng 3, 2024    |

Danh sách lịch thi đấu đã được UEFA xác nhận vào ngày 17 tháng 12 năm 2021, một ngày sau lễ bốc thăm. Danh sách lịch thi đấu cho các nhóm A4 và B1 đã được sửa đổi do Nhánh A của vòng loại UEFA cho World Cup 2022 bị hoãn lại.
Trận play-off trụ hạng của League C được lên lịch cùng ngày với trận play-off vòng loại UEFA Euro 2024. Nếu một hoặc nhiều đội tham dự vòng play-off trụ hạng cũng đủ điều kiện tham dự vòng play-off vòng loại UEFA Euro 2024, thì vòng play-off xuống hạng sẽ bị hủy bỏ và các đội ở League C xếp thứ 47 và 48 ở Nations League, xếp hạng tổng thể sẽ được tự động xuống hạng.

## Xếp hạt giống

Bản đồ hiển thị các giải đấu mà mỗi đội tuyển quốc gia sẽ tham gia.
Hạng đấu A
Hạng đấu B
Hạng đấu C
Hạng đấu D

Tất cả 55 đội tuyển quốc gia của UEFA sẽ tham gia tranh tài. Các đội xếp cuối bảng ở hạng A và B, cũng như những đội thua ở vòng play-out xuống hạng của hạng C từ mùa giải 2020–21 sẽ xuống một hạng đấu, trong khi đội nhất bảng của các hạng đấu B, C và D sẽ lên hạng. Các đội còn lại sẽ ở lại các hạng đấu tương ứng của họ.
Trong danh sách tham dự 2022–23, UEFA xếp hạng các đội dựa trên bảng xếp hạng chung của Nations League 2020-2021, với một sửa đổi nhỏ: các đội đã xuống hạng ở mùa giải trước được xếp ngay bên dưới những đội được thăng hạng.
| Rise | Lên hạng giải đấu trong mùa giải trước   |
| Fall | Xuống hạng giải đấu trong mùa giải trước |

| Nhóm | Đội                      | Prv  | Hạng |
| ---- | ------------------------ | ---- | ---- |
| 1    | Pháp (đương kim vô địch) |      | 1    |
| 1    | Tây Ban Nha              |      | 2    |
| 1    | Ý                        |      | 3    |
| 1    | Bỉ                       |      | 4    |
| 2    | Bồ Đào Nha               |      | 5    |
| 2    | Hà Lan                   |      | 6    |
| 2    | Đan Mạch                 |      | 7    |
| 2    | Đức                      |      | 8    |
| 3    | Anh                      |      | 9    |
| 3    | Ba Lan                   |      | 10   |
| 3    | Thụy Sĩ                  |      | 11   |
| 3    | Croatia                  |      | 12   |
| 4    | Wales                    | Rise | 13   |
| 4    | Áo                       | Rise | 14   |
| 4    | Cộng hòa Séc             | Rise | 15   |
| 4    | Hungary                  | Rise | 16   |

| Nhóm | Đội                  | Prv  | Hạng |
| ---- | -------------------- | ---- | ---- |
| 1    | Ukraina              | Fall | 17   |
| 1    | Thụy Điển            | Fall | 18   |
| 1    | Bosna và Hercegovina | Fall | 19   |
| 1    | Iceland              | Fall | 20   |
| 2    | Phần Lan             |      | 21   |
| 2    | Na Uy                |      | 22   |
| 2    | Scotland             |      | 23   |
| 2    | Nga                  |      | 24   |
| 3    | Israel               |      | 25   |
| 3    | România              |      | 26   |
| 3    | Serbia               |      | 27   |
| 3    | Cộng hòa Ireland     |      | 28   |
| 4    | Slovenia             | Rise | 29   |
| 4    | Montenegro           | Rise | 30   |
| 4    | Albania              | Rise | 31   |
| 4    | Armenia              | Rise | 32   |

| Nhóm | Đội            | Prv  | Hạng |
| ---- | -------------- | ---- | ---- |
| 1    | Thổ Nhĩ Kỳ     | Fall | 33   |
| 1    | Slovakia       | Fall | 34   |
| 1    | Bulgaria       | Fall | 35   |
| 1    | Bắc Ireland    | Fall | 36   |
| 2    | Hy Lạp         |      | 37   |
| 2    | Belarus        |      | 38   |
| 2    | Luxembourg     |      | 39   |
| 2    | Bắc Macedonia  |      | 40   |
| 3    | Litva          |      | 41   |
| 3    | Gruzia         |      | 42   |
| 3    | Azerbaijan     |      | 43   |
| 3    | Kosovo         |      | 44   |
| 4    | Kazakhstan     |      | 45   |
| 4    | Síp            |      | 46   |
| 4    | Gibraltar      | Rise | 47   |
| 4    | Quần đảo Faroe | Rise | 48   |

| Nhóm | Đội           | Prv  | Hạng |
| ---- | ------------- | ---- | ---- |
| 1    | Estonia       | Fall | 49   |
| 1    | Moldova       | Fall | 50   |
| 1    | Liechtenstein |      | 51   |
| 1    | Malta         |      | 52   |
| 2    | Latvia        |      | 53   |
| 2    | San Marino    |      | 54   |
| 2    | Andorra       |      | 55   |

1. 1 2 3 4  Cyprus, Estonia, Kazakhstan và Moldova sẽ tham dự trận play-out trụ hạng League C vào tháng 3 năm 2022 để xác định hai đội ở lại League C và hai đội xuống hạng League D. Do đó, danh tính 4 đội tham dự trận play-out không xác định được thời điểm bốc thăm.

Lễ bốc thăm chia bảng diễn ra tại trụ sở UEFA ở Nyon, Thụy Sĩ, vào lúc 18:00 giờ CET, ngày 16 tháng 12 năm 2021. Lễ bốc thăm, dự kiến ban đầu diễn ra ở Montreux, nhưng sau này đã được tổ chức mà không có khán giả do đại dịch COVID-19.
Vì vòng bảng sẽ diễn ra vào tháng 6 và tháng 9 năm 2022, không có giới hạn địa điểm mùa đông nào được áp dụng trong lễ bốc thăm. Vì lý do chính trị, Nga và Ukraine không thể được xếp vào cùng một bảng. Do hạn chế về việc di chuyển quá nhiều, bất kỳ nhóm nào cũng có thể chứa tối đa một trong các cặp sau: Andorra và Kazakhstan, Malta và Kazakhstan, Bắc Ireland và Kazakhstan, Gibraltar và Azerbaijan, Armenia và Iceland, Israel và Iceland.

## Hạng đấu A

### Bảng A1
| VT | Đội      | ST | T | H | B | BT | BB | HS | Đ  | Giành quyền tham dự hoặc xuống hạng   |     | Croatia | Đan Mạch | Pháp | Áo  |
| -- | -------- | -- | - | - | - | -- | -- | -- | -- | ------------------------------------- | --- | ------- | -------- | ---- | --- |
| 1  | Croatia  | 6  | 4 | 1 | 1 | 8  | 6  | +2 | 13 | Lọt vào Vòng chung kết Nations League |     | —       | 2–1      | 1–1  | 0–3 |
| 2  | Đan Mạch | 6  | 4 | 0 | 2 | 9  | 5  | +4 | 12 |                                       |     | 0–1     | —        | 2–0  | 2–0 |
| 3  | Pháp     | 6  | 1 | 2 | 3 | 5  | 7  | −2 | 5  |                                       | 0–1 | 1–2     | —        | 2–0  |     |
| 4  | Áo       | 6  | 1 | 1 | 4 | 6  | 10 | −4 | 4  | Xuống hạng đến Hạng đấu B             |     | 1–3     | 1–2      | 1–1  | —   |

### Bảng A2
| VT | Đội          | ST | T | H | B | BT | BB | HS | Đ  | Giành quyền tham dự hoặc xuống hạng   |     | Tây Ban Nha | Bồ Đào Nha | Thụy Sĩ | Cộng hòa Séc |
| -- | ------------ | -- | - | - | - | -- | -- | -- | -- | ------------------------------------- | --- | ----------- | ---------- | ------- | ------------ |
| 1  | Tây Ban Nha  | 6  | 3 | 2 | 1 | 8  | 5  | +3 | 11 | Lọt vào Vòng chung kết Nations League |     | —           | 1–1        | 1–2     | 2–0          |
| 2  | Bồ Đào Nha   | 6  | 3 | 1 | 2 | 11 | 3  | +8 | 10 |                                       |     | 0–1         | —          | 4–0     | 2–0          |
| 3  | Thụy Sĩ      | 6  | 3 | 0 | 3 | 6  | 9  | −3 | 9  |                                       | 0–1 | 1–0         | —          | 2–1     |              |
| 4  | Cộng hòa Séc | 6  | 1 | 1 | 4 | 5  | 13 | −8 | 4  | Xuống hạng đến Hạng đấu B             |     | 2–2         | 0–4        | 2–1     | —            |

### Bảng A3
| VT | Đội     | ST | T | H | B | BT | BB | HS | Đ  | Giành quyền tham dự hoặc xuống hạng   |     | Ý   | Hungary | Đức | Anh |
| -- | ------- | -- | - | - | - | -- | -- | -- | -- | ------------------------------------- | --- | --- | ------- | --- | --- |
| 1  | Ý       | 6  | 3 | 2 | 1 | 8  | 7  | +1 | 11 | Lọt vào Vòng chung kết Nations League |     | —   | 2–1     | 1–1 | 1–0 |
| 2  | Hungary | 6  | 3 | 1 | 2 | 8  | 5  | +3 | 10 |                                       |     | 0–2 | —       | 1–1 | 1–0 |
| 3  | Đức     | 6  | 1 | 4 | 1 | 11 | 9  | +2 | 7  |                                       | 5–2 | 0–1 | —       | 1–1 |     |
| 4  | Anh     | 6  | 0 | 3 | 3 | 4  | 10 | −6 | 3  | Xuống hạng đến Hạng đấu B             |     | 0–0 | 0–4     | 3–3 | —   |

### Bảng A4
| VT | Đội    | ST | T | H | B | BT | BB | HS | Đ  | Giành quyền tham dự hoặc xuống hạng   |     | Hà Lan | Bỉ  | Ba Lan | Wales |
| -- | ------ | -- | - | - | - | -- | -- | -- | -- | ------------------------------------- | --- | ------ | --- | ------ | ----- |
| 1  | Hà Lan | 6  | 5 | 1 | 0 | 14 | 6  | +8 | 16 | Lọt vào Vòng chung kết Nations League |     | —      | 1–0 | 2–2    | 3–2   |
| 2  | Bỉ     | 6  | 3 | 1 | 2 | 11 | 8  | +3 | 10 |                                       |     | 1–4    | —   | 6–1    | 2–1   |
| 3  | Ba Lan | 6  | 2 | 1 | 3 | 6  | 12 | −6 | 7  |                                       | 0–2 | 0–1    | —   | 2–1    |       |
| 4  | Wales  | 6  | 0 | 1 | 5 | 6  | 11 | −5 | 1  | Xuống hạng đến Hạng đấu B             |     | 1–2    | 1–1 | 0–1    | —     |

### Vòng chung kết Nations League
Chủ nhà của Vòng chung kết Nations League được chọn từ bốn đội lọt vào. Bốn hiệp hội thuộc bảng A4 (Bỉ, Hà Lan, Ba Lan và Xứ Wales) đã tuyên bố quan tâm đến việc đăng cai giải đấu. Các cặp đấu bán kết được xác định bằng hình thức bốc thăm mở. Vì mục đích sắp xếp lịch thi đấu, đội chủ nhà được phân bổ vào trận bán kết 1 với tư cách là đội chủ nhà hành chính.

#### Nhánh đấu
|  | Bán kết                | Bán kết     |                        |       | Chung kết | Chung kết |
|  |                        |             |                        |       |           |           |
|  | 14 tháng 6 – Rotterdam |             |                        |       |           |           |
|  |                        |             |                        |       |           |           |
|  | Hà Lan                 | 2           |                        |       |           |           |
|  | Hà Lan                 | 2           | 18 tháng 6 – Rotterdam |       |           |           |
|  | Croatia                | 4           |                        |       |           |           |
|  | Croatia                | 4           | Croatia                | 0 (4) |           |           |
|  | 15 tháng 6 – Enschede  |             | Croatia                | 0 (4) |           |           |
|  |                        | Tây Ban Nha | 0 (5)                  |       |           |           |
|  | Tây Ban Nha            | Tây Ban Nha | 0 (5)                  | 2     |           |           |
|  | Tây Ban Nha            |             |                        | 2     |           |           |
|  | Ý                      | 1           |                        |       |           |           |
|  | Ý                      | 1           | Play-off tranh hạng ba |       |           |           |
|  |                        |             |                        |       |           |           |
|  | 18 tháng 6 – Enschede  |             |                        |       |           |           |
|  |                        |             |                        |       |           |           |
|  | Hà Lan                 | 2           |                        |       |           |           |
|  | Hà Lan                 | 2           |                        |       |           |           |
|  | Ý                      | 3           |                        |       |           |           |

#### Bán kết
| Hà Lan                   | 2–4 (s.h.p.) | Croatia                                                                   |
| ------------------------ | ------------ | ------------------------------------------------------------------------- |
| - Malen 34' - Lang 90+6' | Chi tiết     | - Kramarić 55' (ph.đ.) - Pašalić 72' - Petković 98' - Modrić 116' (ph.đ.) |

| Tây Ban Nha            | 2–1      | Ý                      |
| ---------------------- | -------- | ---------------------- |
| - Pino 3' - Joselu 88' | Chi tiết | - Immobile 11' (ph.đ.) |

#### Play-off tranh hạng ba
| Hà Lan                         | 2–3      | Ý                                        |
| ------------------------------ | -------- | ---------------------------------------- |
| - Bergwijn 68' - Wijnaldum 89' | Chi tiết | - Dimarco 6' - Frattesi 20' - Chiesa 72' |

#### Chung kết
| Croatia                                                   | 0–0 (s.h.p.) | Tây Ban Nha                                              |
| --------------------------------------------------------- | ------------ | -------------------------------------------------------- |
|                                                           | Chi tiết     |                                                          |
| Loạt sút luân lưu                                         |              |                                                          |
| - Vlašić - Brozović - Modrić - Majer - Perišić - Petković | 4–5          | - Joselu - Rodri - Merino - Asensio - Laporte - Carvajal |

### Các cầu thủ ghi bàn hàng đầu
Đã có 126 bàn thắng ghi được trong 48 trận đấu, trung bình 2.62 bàn thắng mỗi trận đấu.
| Hạng | Cầu thủ         | Bàn thắng |
| ---- | --------------- | --------- |
| 1    | Michy Batshuayi | 3         |
| 1    | Memphis Depay   | 3         |
| 3    | 28 cầu thủ      | 2         |

## Hạng đấu B

### Bảng B1
| VT | Đội              | ST | T | H | B | BT | BB | HS  | Đ  | Thăng hạng hoặc xuống hạng |     | Scotland | Ukraina | Cộng hòa Ireland | Armenia |
| -- | ---------------- | -- | - | - | - | -- | -- | --- | -- | -------------------------- | --- | -------- | ------- | ---------------- | ------- |
| 1  | Scotland         | 6  | 4 | 1 | 1 | 11 | 5  | +6  | 13 | Thăng hạng lên Hạng đấu A  |     | —        | 3–0     | 2–1              | 2–0     |
| 2  | Ukraina          | 6  | 3 | 2 | 1 | 10 | 4  | +6  | 11 |                            |     | 0–0      | —       | 1–1              | 3–0     |
| 3  | Cộng hòa Ireland | 6  | 2 | 1 | 3 | 8  | 7  | +1  | 7  |                            | 3–0 | 0–1      | —       | 2–3              |         |
| 4  | Armenia          | 6  | 1 | 0 | 5 | 4  | 17 | −13 | 3  | Xuống hạng đến Hạng đấu C  |     | 1–4      | 0–5     | 1–0              | —       |

### Bảng B2
| VT | Đội     | ST | T | H | B | BT | BB | HS | Đ | Thăng hạng hoặc xuống hạng     |     | Israel | Iceland | Albania | Nga |
| -- | ------- | -- | - | - | - | -- | -- | -- | - | ------------------------------ | --- | ------ | ------- | ------- | --- |
| 1  | Israel  | 4  | 2 | 2 | 0 | 8  | 6  | +2 | 8 | Thăng hạng lên Hạng đấu A      |     | —      | 2–2     | 2–1     | Hủy |
| 2  | Iceland | 4  | 0 | 4 | 0 | 6  | 6  | 0  | 4 |                                |     | 2–2    | —       | 1–1     | Hủy |
| 3  | Albania | 4  | 0 | 2 | 2 | 4  | 6  | −2 | 2 |                                | 1–2 | 1–1    | —       | Hủy     |     |
| 4  | Nga     | 0  | 0 | 0 | 0 | 0  | 0  | 0  | 0 | Bị cấm vĩnh viễn khỏi giải đấu |     | Hủy    | Hủy     | Hủy     | —   |

1. ↑  Vào ngày 2 tháng 5 năm 2022, UEFA thông báo rằng Nga bị đình chỉ thi đấu và tự động xuống hạng đến Hạng đấu C do cuộc tấn công vào Ukraina của quốc gia này.[20]

### Bảng B3
| VT | Đội                  | ST | T | H | B | BT | BB | HS | Đ  | Thăng hạng hoặc xuống hạng |     | Bosna và Hercegovina | Phần Lan | Montenegro | România |
| -- | -------------------- | -- | - | - | - | -- | -- | -- | -- | -------------------------- | --- | -------------------- | -------- | ---------- | ------- |
| 1  | Bosna và Hercegovina | 6  | 3 | 2 | 1 | 8  | 8  | 0  | 11 | Thăng hạng lên Hạng đấu A  |     | —                    | 3–2      | 1–0        | 1–0     |
| 2  | Phần Lan             | 6  | 2 | 2 | 2 | 8  | 6  | +2 | 8  |                            |     | 1–1                  | —        | 2–0        | 1–1     |
| 3  | Montenegro           | 6  | 2 | 1 | 3 | 6  | 6  | 0  | 7  |                            | 1–1 | 0–2                  | —        | 2–0        |         |
| 4  | România              | 6  | 2 | 1 | 3 | 6  | 8  | −2 | 7  | Xuống hạng đến Hạng đấu C  |     | 4–1                  | 1–0      | 0–3        | —       |

### Bảng B4
| VT | Đội       | ST | T | H | B | BT | BB | HS | Đ  | Thăng hạng hoặc xuống hạng |     | Serbia | Na Uy | Slovenia | Thụy Điển |
| -- | --------- | -- | - | - | - | -- | -- | -- | -- | -------------------------- | --- | ------ | ----- | -------- | --------- |
| 1  | Serbia    | 6  | 4 | 1 | 1 | 13 | 5  | +8 | 13 | Thăng hạng lên Hạng đấu A  |     | —      | 0–1   | 4–1      | 4–1       |
| 2  | Na Uy     | 6  | 3 | 1 | 2 | 7  | 7  | 0  | 10 |                            |     | 0–2    | —     | 0–0      | 3–2       |
| 3  | Slovenia  | 6  | 1 | 3 | 2 | 6  | 10 | −4 | 6  |                            | 2–2 | 2–1    | —     | 0–2      |           |
| 4  | Thụy Điển | 6  | 1 | 1 | 4 | 7  | 11 | −4 | 4  | Xuống hạng đến Hạng đấu C  |     | 0–1    | 1–2   | 1–1      | —         |

### Các cầu thủ ghi bàn hàng đầu
Đã có 112 bàn thắng ghi được trong 42 trận đấu, trung bình 2.67 bàn thắng mỗi trận đấu.
| Hạng | Cầu thủ             | Bàn thắng |
| ---- | ------------------- | --------- |
| 1    | Erling Haaland      | 6         |
| 1    | Aleksandar Mitrović | 6         |
| 3    | Stefan Mugoša       | 4         |
| 4    | Edin Džeko          | 3         |
| 4    | Teemu Pukki         | 3         |
| 4    | Benjamin Šeško      | 3         |
| 4    | Emil Forsberg       | 3         |
| 4    | Artem Dovbyk        | 3         |
| 9    | 15 cầu thủ          | 2         |

## Hạng đấu C

### Bảng C1
| VT | Đội            | ST | T | H | B | BT | BB | HS  | Đ  | Thăng hạng hoặc giành quyền tham dự |     | Thổ Nhĩ Kỳ | Luxembourg | Quần đảo Faroe | Litva |
| -- | -------------- | -- | - | - | - | -- | -- | --- | -- | ----------------------------------- | --- | ---------- | ---------- | -------------- | ----- |
| 1  | Thổ Nhĩ Kỳ     | 6  | 4 | 1 | 1 | 18 | 5  | +13 | 13 | Thăng hạng lên Hạng đấu B           |     | —          | 3–3        | 4–0            | 2–0   |
| 2  | Luxembourg     | 6  | 3 | 2 | 1 | 9  | 7  | +2  | 11 |                                     |     | 0–2        | —          | 2–2            | 1–0   |
| 3  | Quần đảo Faroe | 6  | 2 | 2 | 2 | 7  | 10 | −3  | 8  |                                     | 2–1 | 0–1        | —          | 2–1            |       |
| 4  | Litva          | 6  | 0 | 1 | 5 | 2  | 14 | −12 | 1  | Lọt vào vòng play-out xuống hạng    |     | 0–6        | 0–2        | 1–1            | —     |

### Bảng C2
| VT | Đội         | ST | T | H | B | BT | BB | HS | Đ  | Thăng hạng hoặc giành quyền tham dự |     | Hy Lạp | Kosovo | Bắc Ireland | Cộng hòa Síp |
| -- | ----------- | -- | - | - | - | -- | -- | -- | -- | ----------------------------------- | --- | ------ | ------ | ----------- | ------------ |
| 1  | Hy Lạp      | 6  | 5 | 0 | 1 | 10 | 2  | +8 | 15 | Thăng hạng lên Hạng đấu B           |     | —      | 1–0    | 3–1         | 3–0          |
| 2  | Kosovo      | 6  | 3 | 0 | 3 | 11 | 8  | +3 | 9  |                                     |     | 0–1    | —      | 3–2         | 5–1          |
| 3  | Bắc Ireland | 6  | 1 | 2 | 3 | 7  | 10 | −3 | 5  |                                     | 0–1 | 2–1    | —      | 2–2         |              |
| 4  | Síp         | 6  | 1 | 2 | 3 | 4  | 12 | −8 | 5  | Lọt vào vòng play-out xuống hạng    |     | 1–0    | 0–2    | 0–0         | —            |

### Bảng C3
| VT | Đội        | ST | T | H | B | BT | BB | HS | Đ  | Thăng hạng hoặc giành quyền tham dự |     | Kazakhstan | Azerbaijan | Slovakia | Belarus |
| -- | ---------- | -- | - | - | - | -- | -- | -- | -- | ----------------------------------- | --- | ---------- | ---------- | -------- | ------- |
| 1  | Kazakhstan | 6  | 4 | 1 | 1 | 8  | 6  | +2 | 13 | Thăng hạng lên Hạng đấu B           |     | —          | 2–0        | 2–1      | 2–1     |
| 2  | Azerbaijan | 6  | 3 | 1 | 2 | 7  | 4  | +3 | 10 |                                     |     | 3–0        | —          | 0–1      | 2–0     |
| 3  | Slovakia   | 6  | 2 | 1 | 3 | 5  | 6  | −1 | 7  |                                     | 0–1 | 1–2        | —          | 1–1      |         |
| 4  | Belarus    | 6  | 0 | 3 | 3 | 3  | 7  | −4 | 3  | Lọt vào vòng play-out xuống hạng    |     | 1–1        | 0–0        | 0–1      | —       |

### Bảng C4
| VT | Đội           | ST | T | H | B | BT | BB | HS  | Đ  | Thăng hạng hoặc giành quyền tham dự |     | Gruzia | Bulgaria | Bắc Macedonia | Gibraltar |
| -- | ------------- | -- | - | - | - | -- | -- | --- | -- | ----------------------------------- | --- | ------ | -------- | ------------- | --------- |
| 1  | Gruzia        | 6  | 5 | 1 | 0 | 16 | 3  | +13 | 16 | Thăng hạng lên Hạng đấu B           |     | —      | 0–0      | 2–0           | 4–0       |
| 2  | Bulgaria      | 6  | 2 | 3 | 1 | 10 | 8  | +2  | 9  |                                     |     | 2–5    | —        | 1–1           | 5–1       |
| 3  | Bắc Macedonia | 6  | 2 | 1 | 3 | 7  | 7  | 0   | 7  |                                     | 0–3 | 0–1    | —        | 4–0           |           |
| 4  | Gibraltar     | 6  | 0 | 1 | 5 | 3  | 18 | −15 | 1  | Lọt vào vòng play-out xuống hạng    |     | 1–2    | 1–1      | 0–2           | —         |

### Vòng play-out xuống hạng
| Đội 1     | TTS | Đội 2 | Lượt đi | Lượt về |
| --------- | --- | ----- | ------- | ------- |
| Gibraltar | 0–2 | Litva | 0–1     | 0–1     |

### Các cầu thủ ghi bàn hàng đầu
Đã có 128 bàn thắng ghi được trong 48 trận đấu, trung bình 2.67 bàn thắng mỗi trận đấu.
| Hạng | Cầu thủ               | Bàn thắng |
| ---- | --------------------- | --------- |
| 1    | Khvicha Kvaratskhelia | 5         |
| 1    | Vedat Muriqi          | 5         |
| 3    | Gerson Rodrigues      | 4         |
| 3    | Serdar Dursun         | 4         |
| 5    | Kiril Despodov        | 3         |
| 5    | Anastasios Bakasetas  | 3         |
| 5    | Abat Aymbetov         | 3         |
| 5    | Danel Sinani          | 3         |
| 9    | 15 cầu thủ            | 2         |

## Hạng đấu D

### Bảng D1
| VT | Đội           | ST | T | H | B | BT | BB | HS  | Đ  | Thăng hạng                |     | Latvia | Moldova | Andorra | Liechtenstein |
| -- | ------------- | -- | - | - | - | -- | -- | --- | -- | ------------------------- | --- | ------ | ------- | ------- | ------------- |
| 1  | Latvia        | 6  | 4 | 1 | 1 | 12 | 5  | +7  | 13 | Thăng hạng lên Hạng đấu C |     | —      | 1–2     | 3–0     | 1–0           |
| 2  | Moldova       | 6  | 4 | 1 | 1 | 10 | 6  | +4  | 13 |                           |     | 2–4    | —       | 2–1     | 2–0           |
| 3  | Andorra       | 6  | 2 | 2 | 2 | 6  | 7  | −1  | 8  |                           | 1–1 | 0–0    | —       | 2–1     |               |
| 4  | Liechtenstein | 6  | 0 | 0 | 6 | 1  | 11 | −10 | 0  |                           | 0–2 | 0–2    | 0–2     | —       |               |

### Bảng D2
| VT | Đội        | ST | T | H | B | BT | BB | HS | Đ  | Thăng hạng                |     | Estonia | Malta | San Marino |
| -- | ---------- | -- | - | - | - | -- | -- | -- | -- | ------------------------- | --- | ------- | ----- | ---------- |
| 1  | Estonia    | 4  | 4 | 0 | 0 | 10 | 2  | +8 | 12 | Thăng hạng lên Hạng đấu C |     | —       | 2–1   | 2–0        |
| 2  | Malta      | 4  | 2 | 0 | 2 | 5  | 4  | +1 | 6  |                           |     | 1–2     | —     | 1–0        |
| 3  | San Marino | 4  | 0 | 0 | 4 | 0  | 9  | −9 | 0  |                           | 0–4 | 0–2     | —     |            |

### Các cầu thủ ghi bàn hàng đầu
Đã có 44 bàn thắng ghi được trong 18 trận đấu, trung bình 2.44 bàn thắng mỗi trận đấu.
| Hạng | Cầu thủ               | Bàn thắng |
| ---- | --------------------- | --------- |
| 1    | Vladislavs Gutkovskis | 5         |
| 2    | Henri Anier           | 4         |
| 2    | Jānis Ikaunieks       | 4         |
| 2    | Ion Nicolaescu        | 4         |
| 5    | Albert Rosas          | 2         |
| 5    | Rauno Sappinen        | 2         |
| 5    | Roberts Uldriķis      | 2         |
| 5    | Victor Stînă          | 2         |
| 9    | 18 cầu thủ            | 1         |

## Bảng xếp hạng tổng thể
Kết quả của mỗi đội được sử dụng để tính thứ hạng tổng thể của giải đấu, và cũng được sử dụng để xếp hạt giống ở lễ bốc thăm vòng bảng Vòng loại UEFA Euro 2024.
| Hạng | Đội          | ST | Đ  |
| ---- | ------------ | -- | -- |
| 1    | Hà Lan       | 6  | 16 |
| 2    | Croatia      | 6  | 13 |
| 3    | Tây Ban Nha  | 6  | 11 |
| 4    | Ý            | 6  | 11 |
|      |              |    |    |
| 5    | Đan Mạch     | 6  | 12 |
| 6    | Bồ Đào Nha   | 6  | 10 |
| 7    | Bỉ           | 6  | 10 |
| 8    | Hungary      | 6  | 10 |
|      |              |    |    |
| 9    | Thụy Sĩ      | 6  | 9  |
| 10   | Đức          | 6  | 7  |
| 11   | Ba Lan       | 6  | 7  |
| 12   | Pháp         | 6  | 5  |
|      |              |    |    |
| 13   | Áo           | 6  | 4  |
| 14   | Cộng hòa Séc | 6  | 4  |
| 15   | Anh          | 6  | 3  |
| 16   | Wales        | 6  | 1  |

| Hạng | Đội                  | ST | Đ |
| ---- | -------------------- | -- | - |
| 17   | Israel               | 4  | 8 |
| 18   | Bosna và Hercegovina | 4  | 8 |
| 19   | Serbia               | 4  | 7 |
| 20   | Scotland             | 4  | 7 |
|      |                      |    |   |
| 21   | Phần Lan             | 4  | 7 |
| 22   | Ukraina              | 4  | 5 |
| 23   | Iceland              | 4  | 4 |
| 24   | Na Uy                | 4  | 4 |
|      |                      |    |   |
| 25   | Slovenia             | 4  | 5 |
| 26   | Cộng hòa Ireland     | 4  | 4 |
| 27   | Albania              | 4  | 2 |
| 28   | Montenegro           | 4  | 1 |
|      |                      |    |   |
| 29   | România              | 6  | 7 |
| 30   | Thụy Điển            | 6  | 4 |
| 31   | Armenia              | 6  | 3 |
| 32   | Nga                  | 0  | 0 |

| Hạng | Đội            | ST | Đ  |
| ---- | -------------- | -- | -- |
| 33   | Gruzia         | 6  | 16 |
| 34   | Hy Lạp         | 6  | 15 |
| 35   | Thổ Nhĩ Kỳ     | 6  | 13 |
| 36   | Kazakhstan     | 6  | 13 |
|      |                |    |    |
| 37   | Luxembourg     | 6  | 11 |
| 38   | Azerbaijan     | 6  | 10 |
| 39   | Kosovo         | 6  | 9  |
| 40   | Bulgaria       | 6  | 9  |
|      |                |    |    |
| 41   | Quần đảo Faroe | 6  | 8  |
| 42   | Bắc Macedonia  | 6  | 7  |
| 43   | Slovakia       | 6  | 7  |
| 44   | Bắc Ireland    | 6  | 5  |
|      |                |    |    |
| 45   | Síp            | 6  | 5  |
| 46   | Belarus        | 6  | 3  |
| 47   | Litva          | 6  | 1  |
| 48   | Gibraltar      | 6  | 1  |

| Hạng | Đội           | ST | Đ  |
| ---- | ------------- | -- | -- |
| 49   | Estonia       | 4  | 12 |
| 50   | Latvia        | 4  | 7  |
|      |               |    |    |
| 51   | Moldova       | 4  | 7  |
| 52   | Malta         | 4  | 6  |
|      |               |    |    |
| 53   | Andorra       | 4  | 2  |
| 54   | San Marino    | 4  | 0  |
|      |               |    |    |
| 55   | Liechtenstein | 6  | 0  |

## Play-off Vòng loại UEFA Euro 2024
Những đội thi đấu không thành công tại vòng loại thứ nhất (vòng bảng) vẫn có thể giành quyền tham dự vòng chung kết thông qua vòng loại thứ hai (vòng play-off). Các hạng đấu (League) A, B và C sẽ được phân bổ 3 suất cuối cùng này, mỗi hạng đấu (League) có 1 suất. Bốn đội có thành tích tốt nhất ở mỗi League (Hạng đấu) nhưng chưa thể giành vé thông qua vòng loại thứ nhất, thì sẽ tham dự nhánh play-off của League đó. Các suất play-off sẽ được dành cho các đội đứng nhất bảng tại vòng bảng Nations League, và nếu đội nhất bảng đó đã giành vé dự Euro thông qua vòng loại thứ nhất, thì đội có thành tích tốt tiếp theo trong bảng xếp hạng của League đó sẽ có suất.